# حزب بازآفرینی کمونیست
حزب بازآفرینی کمونیست (به ایتالیایی: Partito della Rifondazione Comunista, PRC) یک حزب سیاسی کمونیست در ایتالیا است که از انشعاب در حزب کمونیست ایتالیا (PCI) در سال ۱۹۹۱ پدید آمده است. دبیر حزب مائوریتزیو آچربو است که از سال ۲۰۱۷ جایگزین پائولو فررو شده است. بنیانگذار این حزب آرماندو کوسوتا بود، این در حالی‌ست که طولانی‌ترین مدت رهبری آن (۱۹۹۴-۲۰۰۸) را فائوستو برتینوتی داشته است. برتینوتی، حزب بازآفرینی کمونیست را از یک حزب کمونیست سنتی به مجموعه‌ای از جنبش‌های اجتماعی رادیکال تبدیل کرد.
حزب بازآفرینی کمونیست یکی از اعضای حزب چپ اروپا (PEL) است که در سال ۲۰۰۴ برتینوتی ریاست افتتاحیۀ آن را بر عهده داشت. حزب بازآفرینی کمونیست از سال ۲۰۰۸ در پارلمان ایتالیا نماینده‌ای نداشته است، اما یک عضو پارلمان اروپا به نام الئونورا فورنتسا داشته که طی سال‌های ۲۰۱۴ تا ۲۰۱۹ در کنار گروه چپ متحد اروپا – چپ سبز شمال اروپا (GUE/NGL) حضور داشت.

## نشان‌ها

۱۹۹۱–۱۹۹۸۱۹۹۱–۱۹۹۸
۱۹۹۹–۲۰۰۴۱۹۹۹–۲۰۰۴
۲۰۰۴–۲۰۱۱۲۰۰۴–۲۰۱۱
۲۰۱۱–تاکنون

## رهبری
- دبیر: سرجو گاراوینی (۱۹۹۱–۱۹۹۳)، فائوستو برتینوتی (۱۹۹۴–۲۰۰۶)، فرانکو جوردانو (۲۰۰۶–۲۰۰۸)، پائولو فررو (۲۰۰۸–۲۰۱۷)، مائوریتزیو آچربو (۲۰۱۷–تاکنون)
  - هماهنگ‌کننده: والتر د چزاریس (۲۰۰۴–۲۰۰۸)، ناندو مایناردی (۲۰۱۴–۲۰۱۷)، استفانو گالینی (۲۰۱۷–تاکنون)
- رئیس: آرماندو کوسوتا (۱۹۹۱-۱۹۹۸)
- رهبر حزب در مجلس نمایندگان: لوچو ماگری (۱۹۹۲-۱۹۹۴)، فامیانو کروچانلی (۱۹۹۴-۱۹۹۵)، اولیورو دیلیبرتو (۱۹۹۵-۱۹۹۸)، فرانکو جوردانو (۱۹۹۸-۲۰۰۶)، جنارو میلیوره (۲۰۰۶-۲۰۰۸)
- رهبر حزب در سنا: لوچو لیبرتینی (۱۹۹۲-۱۹۹۳)، ارسیلیا سالواتو (۱۹۹۳-۱۹۹۵)، فائوستو مارکتی (۱۹۹۵-۱۹۹۶)، لوئیجی مارینو (۱۹۹۶-۱۹۹۸)، جووانی روسو اسپنا (۱۹۹۸-۲۰۰۱)، جورجیو مالنتاکی (۲۰۰۱-۲۰۰۲)، لوئیجی مالاباربا (۲۰۰۲–۲۰۰۶)، جیووانی روسو اسپنا (۲۰۰۶–۲۰۰۸)
- رهبر حزب در پارلمان اروپا: لوئیجی وینچی (۱۹۹۴–۲۰۰۴)، روبرتو موزاکیو (۲۰۰۴–۲۰۰۹)، الئونورا فورنتسا (۲۰۱۴–تاکنون)